# Konopeum

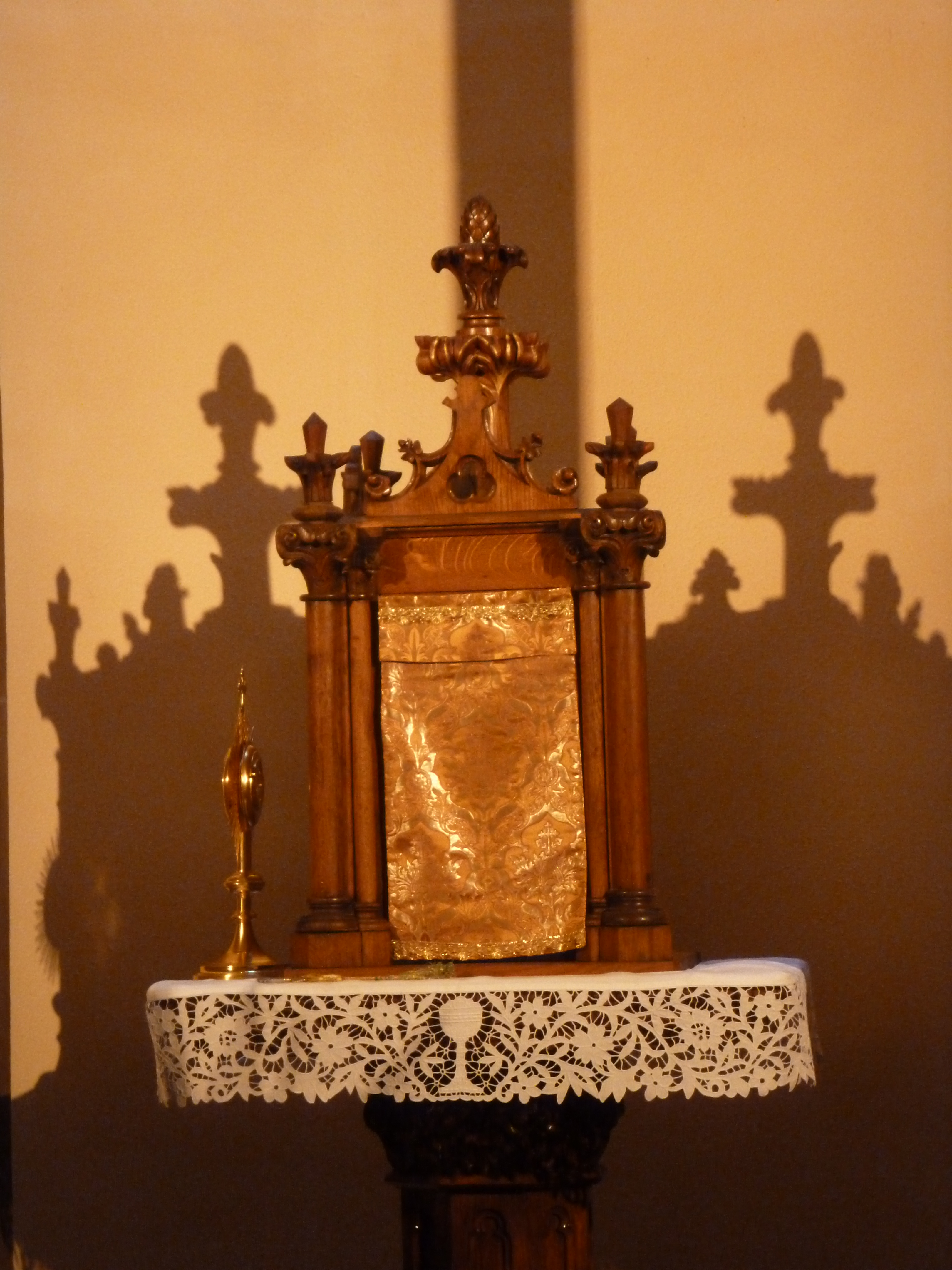
Gotyckie tabernakulum przykryte konopeum.

Konopeum (łac. conopeum z gr. κωνωπεῖον kônôpeion „moskitiera” od κώνωψ kốnôps „komar”) – ozdobna tkanina (zwykle jedwabna) zasłaniająca drzwiczki tabernakulum.
Termin ten pojawił się w XII wieku. Tkanina ta początkowo była wełniana, później jedwabna, bawełniana lub lniana. Często miała postać welonu ozdobionego galonami lub frędzlami.

Konopeum przeważnie jest barwy białej, fioletowej lub złotej, ale może odpowiadać też barwie dnia lub występuje w kolorze szat liturgicznych związanych z rodzajem święta. Nigdy nie stosuje się barwy czarnej.